# St. Jacobus der Ältere (Zerbst)

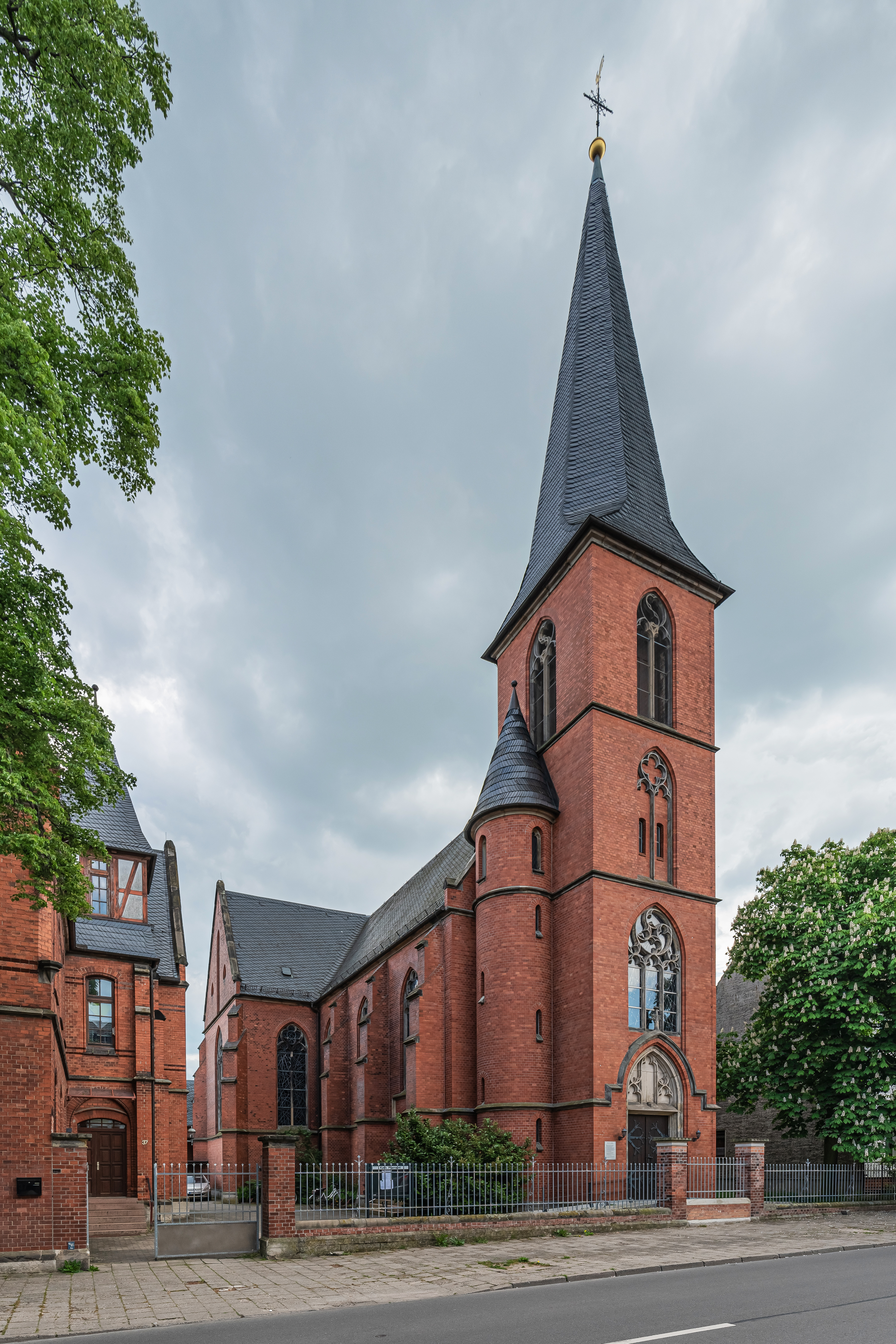
St. Jacobus der Ältere

St. Jacobus der Ältere ist die römisch-katholische Kirche in Zerbst, einer Stadt im Landkreis Anhalt-Bitterfeld in Sachsen-Anhalt. Die nach dem heiligen Jakobus dem Älteren benannte Kirche gehört zur Pfarrei Heilige Familie mit Sitz in Roßlau im Bistum Magdeburg.

## Geschichte
Durch die um 1530 in Zerbst durchgeführte Reformation wurden die Bevölkerung und die Kirche von Zerbst protestantisch. Am 1. September 1526 wurden im Zuge der Reformation das Franziskanerkloster in Zerbst erstürmt und die Ordensmänner vertrieben. 1532 war nur noch einer von ihnen im Kloster, der dieses 1534 verließ und sich nach Berlin begab. Im Franziskanerkloster wurde 1526 das Francisceum Zerbst, eine höhere Lehranstalt, eingerichtet.
1776, Zerbst war damals die Residenzstadt des Fürstentums Anhalt-Zerbst, ließ sich mit Pater Augustalis Schroer OFM aus Warendorf erstmals seit der Reformation wieder ein katholischer Seelsorger in Zerbst nieder. Er wohnte im Haus eines verstorbenen Superintendenten, wo auch eine katholische Kapelle eingerichtet wurde. Von 1794 an fanden die katholischen Gottesdienste in der Kapelle zum heiligen Geist vor dem Akenschen Tor statt. Bereits 1813 endete die Präsenz der Franziskanerpatres in Zerbst. In den folgenden Jahrzehnten fanden gelegentlich katholische Gottesdienste in Zerbst statt, die von Geistlichen aus Dessau gehalten wurden.
1858 bekam Zerbst wieder einen ortsansässigen katholischen Seelsorger, und bereits 1859 wurde in Zerbst eine Pfarrei errichtet. Jedoch wurde erst im August 1901 die Pfarrei Zerbst staatsrechtlich anerkannt und damit offiziell gegründet. Die Kirchweihe von St. Jacobus der Ältere war bereits am 7. April 1896 durch Hubert Theophil Simar, den Bischof des Bistums Paderborn, erfolgt. Damals gehörte Zerbst zum Apostolischen Vikariat Anhalt, das vom Bischof von Paderborn verwaltet wurde.
Da durch die Flucht und Vertreibung Deutscher aus Mittel- und Osteuropa die Zahl der Katholiken in Zerbst und den umliegenden Orten nach dem Zweiten Weltkrieg erheblich angewachsen war, wurden 1946 in Bornum und Lindau Tochtergemeinden der Pfarrei Zerbst gegründet.
Am 8. Juli 1994 wurde das Bistum Magdeburg gegründet, und die Zugehörigkeit von Zerbst wechselte vom Erzbistum Paderborn zum Bistum Magdeburg. Damals gehörten zur Pfarrei Zerbst rund 800 Katholiken.
Am 28. Januar 2007 wurde der Gemeindeverbund „Roßlau – Coswig – Zerbst“ errichtet, zu dem außer der Zerbster Kirche auch die Kirchen St. Michael in Coswig, Mariä Himmelfahrt in Hundeluft und Herz-Jesu in Roßlau gehörten. Damals umfasste die Pfarrei Zerbst rund 600 Katholiken. Bis zur Auflösung der Dekanatsstrukturen im Bistum Magdeburg am 1. September 2023 gehörte Zerbst zum Dekanat Dessau. Am 28. November 2010, dem 1. Sonntag im Advent, entstand aus dem Gemeindeverbund die heutige Pfarrei Heilige Familie mit Sitz in Roßlau. Auch Güterglück, wo es früher eine katholische Kapelle gab, kam zur Pfarrei Heilige Familie.

## Lage, Architektur und Ausstattung
Die geostete Kirche steht an der Bundesstraße 187a, auf dem Grundstück Friedrich-Naumann-Straße 39. Sie entstand nach Plänen des Architekten Arnold Güldenpfennig im Baustil der Neugotik, hat die Grundform eines lateinischen Kreuzes mit einem kreuzbekrönten Turm auf der Westseite.
Der Chorraum wird von einem Flügelaltar dominiert, auf dem das Abendmahl Jesu, oder eine Kreuzigungsgruppe und die heiligen Jakobus der Ältere und Josef, dargestellt sind. Der Tabernakel ist zentral im Chorraum platziert. Vor einer Mondsichelmadonna können Opferkerzen aufgestellt werden, die Kreuzwegstationen hängen an den Seitenwänden der Kirche. Auf dem Taufstein sind die Buchstaben Alpha und Omega (Α und Ω), der erste und der letzte Buchstabe des klassischen griechischen Alphabets, zu sehen. Sie sind ein Symbol für Anfang und Ende, damit für das Umfassende, für Gott.